# いつか見た夢を/彼女は買い物の帰り道
「いつか見た夢を/彼女は買い物の帰り道」（いつかみたゆめを / かのじょはかいもののかえりみち）は、エレファントカシマシの41枚目のシングル。

## 内容
- 前作より続く3カ月連続リリースの第2弾。アルバム『悪魔のささやき〜そして、心に火を灯す旅〜』からの先行シングル。
- 久々の両A面シングルとなった。公式ページのディスコグラフィーによれば、1999年発売の「真夜中のヒーロー/旅の途中」以来11年ぶり、20作ぶりの両A面シングルである。
- 前作に続き、今作も初回限定盤はなし。前作シングル「明日への記憶」とのダブル購入特典として、スペシャルコンテンツが見られるパスワードが封入されている。

## 収録曲
1. いつか見た夢を (4:06)
2. 彼女は買い物の帰り道(4:18)
  - 両楽曲とも、作詞・作曲：宮本浩次　編曲：エレファントカシマシ・蔦谷好位置
3. いつか見た夢を (エレキ弾き語り ver.) (3:46)
4. いつか見た夢を - instrumental (4:05)
5. 彼女は買い物の帰り道 - instrumental (4:13)